# 미 세크레토
《미 세크레토》(스페인어: Mi secreto)는 2022년 방영된 멕시코의 텔레노벨라이다.